# Rayón (Sonora)
Rayón é um município localizado na região central do estado de Sonora, no México. Fundado no século XVIII, é conhecido por seu ambiente rural, tradições culturais e importância histórica regional. Possui uma área de 1.107 km² e uma população de aproximadamente 1.599 habitantes segundo o censo de 2010.

## História
Rayón foi fundado em 1638 pelos missionários jesuítas, inicialmente com o nome de San Miguel de Bácanuchi. Mais tarde, foi rebatizado em homenagem a Ignacio López Rayón, um dos líderes da independência mexicana.

## Economia
A base econômica do município é centrada na agricultura, pecuária e pequenas atividades comerciais. Destacam-se a produção de milho, feijão e gado de corte. O artesanato e a produção de queijo também são comuns na região.

## Geografia
Rayón está localizado em uma região montanhosa de Sonora, com clima predominantemente seco e quente durante a maior parte do ano. O município faz parte da Sierra Madre Ocidental e possui áreas de vegetação desértica e semiárida.

## Cultura e Tradições
Rayón preserva diversas tradições culturais herdadas do período colonial e indígena. As festas populares, como a celebração de San Miguel Arcanjo em setembro, atraem visitantes da região com procissões, danças tradicionais e música típica.

## Acesso e Transportes
O município está conectado por estradas secundárias que o ligam a Hermosillo e outras localidades vizinhas. A distância até a capital do estado é de aproximadamente 130 km por via terrestre.